# Wereldkampioenschap voetbal 2010 (Groep B) Argentinië - Nigeria
In dit artikel wordt de wedstrijd tussen Argentinië en Nigeria in Groep B tijdens het wereldkampioenschap voetbal van 2010, die werd gespeeld op 12 juni 2010, nader uitgelicht.

## Wedstrijdgegevens
| Datum                       | 12 juni 2010                   | 12 juni 2010                   |
| Stadion                     | Ellispark, Johannesburg        | Ellispark, Johannesburg        |
| Toeschouwers                | 55.686                         | 55.686                         |
| Scheidsrechter              | Wolfgang Stark                 | Wolfgang Stark                 |
| Assistenten                 | Jan-Hendrik Salver Mike Pickel | Jan-Hendrik Salver Mike Pickel |
| Vierde man                  | Khalil Al Ghamdi               | Khalil Al Ghamdi               |
| Man van de wedstrijd        | Vincent Enyeama                | Vincent Enyeama                |
|                             | Argentinië                     | Nigeria                        |
| Doelpunten                  | 1                              | 0                              |
| Gele kaarten                | 1                              | 1                              |
| Rode kaarten                | 0                              | 0                              |
| Wissels                     | 3                              | 3                              |
| Schoten op doel             | 7                              | 1                              |
| Schoten naast doel          | 13                             | 8                              |
| Overtredingen               | 7                              | 8                              |
| Hoekschoppen                | 10                             | 4                              |
| Buitenspel                  | 0                              | 0                              |
| Strafschoppen               | 0                              | 0                              |
| Balbezit (tijd)             | 42 min                         | 31 min                         |
| Balbezit (%)                | 58                             | 42                             |
| Totale afstand afgelegd (m) | 95.326                         | 93.422                         |

| Argentinië | 1 – 0        | Nigeria |
| Gabriel Heinze 6' | goals        | |
| Diego Maradona | bondscoach   | Lars Lagerbäck |
| Sergio Romero Martín Demichelis Walter Samuel Gabriel Heinze Jonás Gutiérrez Juan Sebastián Verón 73' Javier Mascherano Ángel di María 85' Lionel Messi Gonzalo Higuaín 78' Carlos Tévez | opstellingen | Vincent Enyeama Chidi Odiah Joseph Yobo Danny Shittu 75' Taye Taiwo Sani Kaita Lukman Haruna Dickson Etuhu 60' Chinedu Obasi 51' Victor Nsofor Obinna Yakubu Aiyegbeni |
| Maxi Rodríguez 73' Diego Milito 78' Nicolás Burdisso 85' | wissels      | 51' Obafemi Martins 60' Peter Odemwingie 70' Kalu Uche |
| Jonás Gutiérrez 41' | gele kaarten | 77' Lukman Haruna |
| | rode kaarten | |

## Overzicht van wedstrijden
| Groepswedstrijden | | | |
| Groep A | Groep B | Groep C | Groep D |
| Zuid-Afrika - Mexico Uruguay - Frankrijk Zuid-Afrika - Uruguay Frankrijk - Mexico Mexico - Uruguay Frankrijk - Zuid-Afrika | Zuid-Korea - Griekenland Argentinië - Nigeria Argentinië - Zuid-Korea Griekenland - Nigeria Griekenland - Argentinië Nigeria - Zuid-Korea | Engeland - Verenigde Staten Algerije - Slovenië Slovenië - Verenigde Staten Engeland - Algerije Slovenië - Engeland Verenigde Staten - Algerije | Duitsland - Australië Servië - Ghana Duitsland - Servië Ghana - Australië Australië - Servië Ghana - Duitsland    |
| Groep E | Groep F | Groep G | Groep H |
| Nederland - Denemarken Japan - Kameroen Nederland - Japan Kameroen - Denemarken Kameroen - Nederland Denemarken - Japan    | Italië - Paraguay Nieuw-Zeeland - Slowakije Slowakije - Paraguay Italië - Nieuw-Zeeland Paraguay - Nieuw-Zeeland Slowakije - Italië       | Ivoorkust - Portugal Brazilië - Noord-Korea Brazilië - Ivoorkust Portugal - Noord-Korea Noord-Korea - Ivoorkust Portugal - Brazilië             | Honduras - Chili Spanje - Zwitserland Chili - Zwitserland Spanje - Honduras Chili - Spanje Zwitserland - Honduras |
| Achtste finales | | | |
| Uruguay - Zuid-Korea Verenigde Staten - Ghana                                                                              | Duitsland - Engeland Argentinië - Mexico                                                                                                  | Nederland - Slowakije Brazilië - Chili | Paraguay - Japan Spanje - Portugal                                                                                |
| Kwartfinales | | | |
| Brazilië - Nederland | Uruguay - Ghana | Argentinië - Duitsland | Paraguay - Spanje                                                                                                 |
| Halve finales | | | |
| Nederland - Uruguay | Nederland - Uruguay | Duitsland - Spanje | Duitsland - Spanje                                                                                                |
| Troostfinale | | | |
| Uruguay - Duitsland | | | |
| Finale | | | |
| Spanje - Nederland | | | |